# 394
| [ Edytuj tabelę ] |                               |
| Władca Guptów     | - 375 Ćandragupta II 414      |
| Chan Hunów        | - 390 Uldin 411               |
| Władca Korei      | - 391 Kwanggaet’o Wielki 413  |
| Papież            | - 384 Syrycjusz 399           |
| Król Persji       | - 388 Bahram IV 399           |
| Cesarz Rzymu      | - 379 Teodozjusz I Wielki 395 |
| Król Wandalów     | - 359 Godigisel 406           |

Rok 394 / CCCXCIV
stulecia: III wiek ~
IV wiek ~
V wiek

lata: 384 «
389 «
390 «
391 «
392 «
393 «
394
» 395
» 396
» 397
» 398
» 399
» 404

## Wydarzenia
- 6 września – w bitwie nad rzeką Frigidus Teodozjusz I Wielki pokonał wojska uzurpatora Eugeniusza, jednocząc po raz ostatni cesarstwo rzymskie.
- Wygaszenie wiecznego ognia w świątyni Westy w Rzymie.
- Zakaz organizowania igrzysk olimpijskich.
- Cesarz Teodozjusz mianował Wandala Stylichona dowódcą wojsk rzymskich na Zachodzie.
- Święty Paulin z Noli przyjmuje święcenia kapłańskie.

## Urodzili się
- Gunabhadra (misjonarz buddyjski) – buddyjski misjonarz i tłumacz działający w Chinach (zm. 468)

## Zmarli
- Arbogast, wódz Franków, popełnił samobójstwo
- Grzegorz z Nyssy, biskup, nauczyciel Kościoła, święty (data sporna lub przybliżona)